# La Roche-sur-Yon
La Roche-sur-Yon é uma comunidade francesa, sede do departamento de Vendée, na região de Pays de la Loire.
Um dos desportos com mais destaque em La Roche-sur-Yon é o hóquei em patins. Em 2015 a cidade sediará o Campeonato do Mundo de Hóquei em Patins, o primeiro do género em França.

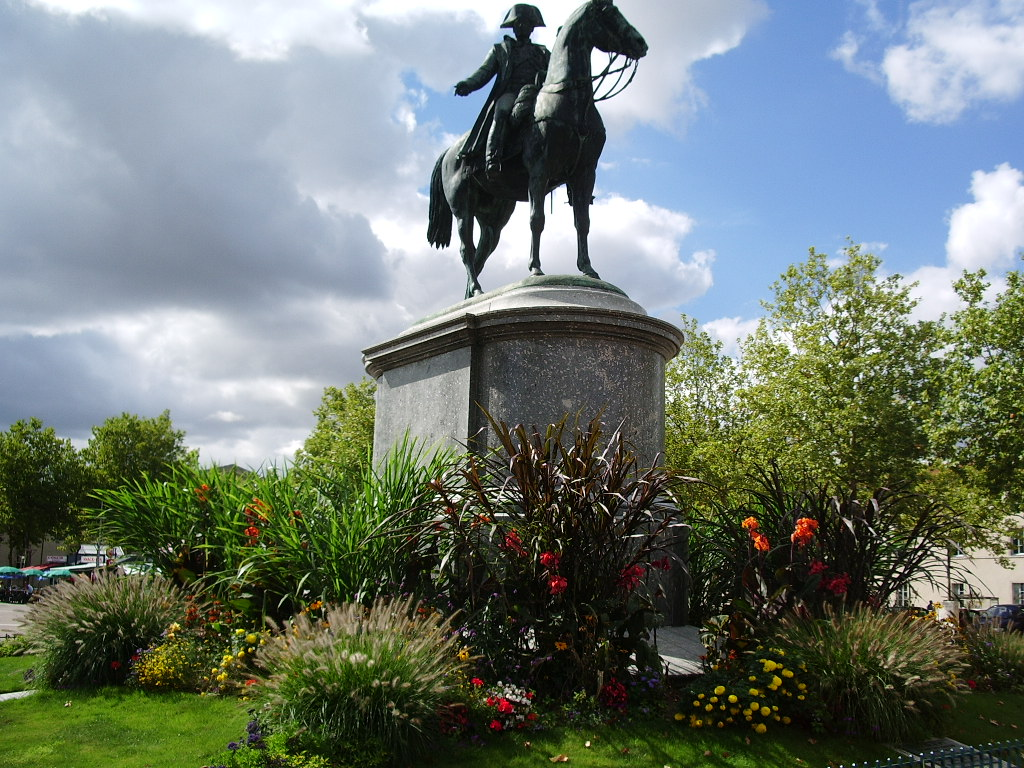
Estátua equestre de Napoleão I

## Ensino superior
- Institut catholique d'arts et métiers